# 拜勒峰
45°08′17″N 6°08′09″E / 45.13806°N 6.13583°E

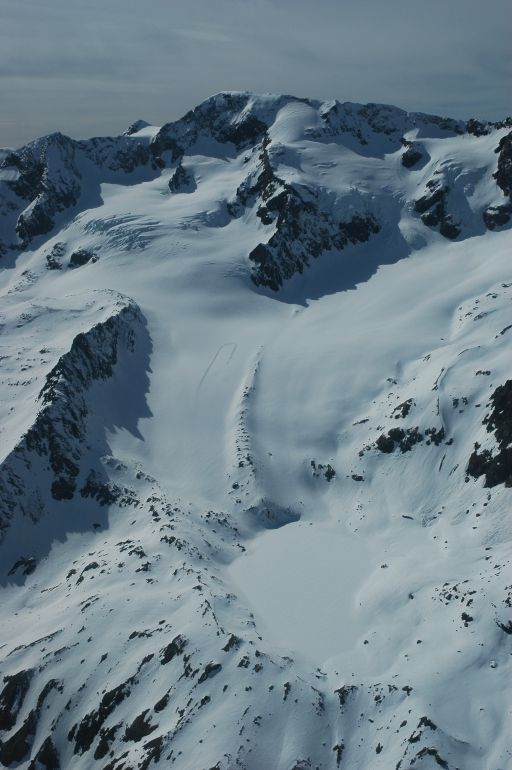

拜勒峰（法語：Pic Bayle），是法國的山峰，位於該國東南部，由伊澤爾省負責管轄，屬於多芬阿爾卑斯山脈中大魯斯山的一部分，海拔高度3,465米，每年平均降雨量1,567毫米，人類在1874年首次登頂。